# Eulalia viridis
Espèce
Eulalia viridis est une espèce d'annélides marins de la famille des Phyllodocidae.

## Synonymes
- Eulalia annulata Verrill, 1873
- Eulalia brevisetis Saint-Joseph, 1899
- Eulalia viren Ehlers, 1864
- Eumidia vivida Verrill, 1873
- Nereis viridis Linnaeus, 1767
- Phyllodoce gervillei Audouin & Milne Edwards, 1833

## Espèce voisine
- Eulalia clavigera Audouin & Milne Edwards, 1833

Les deux espèces Eulalia clavigera et Eulalia viridis ont été séparées en 1996 après des études génétiques.
Eulalia clavigera est plus méridional que Eulalia viridis.

## Répartition
Littoral européen de l'Atlantique nord.

## Habitat
À marée basse sur les rochers parmi les algues et les populations de moules (Mytilus edulis) et de pouces-pieds (Pollicipes pollicipes).

## Biologie
Eulalia viridis se nourrit de tissus animaux morts.
La reproduction a lieu à partir de l'âge de deux ans.

## Description
- Ver marin mesurant entre 5 et 15 cm de long pour 2 à 3 mm de large[2].
- Corps est composé de 60 à 200 segments identiques.
- Couleur vert émeraude à vert kaki.
- Les parapodes latéraux verts plus clair, en forme de rame[2].